# Hill Top
Hill Top var en civil parish från 1866 till 1888 då den blev en del av Hessle with Hill Top, i grevskapet West Riding of Yorkshire (nu West Yorkshire), i England. Denna civil parish var belägen 9 km från Wakefield och hade 101 invånare år 1881.